# 牛奥ノ雁ヶ腹摺山
牛奥ノ雁ヶ腹摺山（うしおくのがんがはらすりやま）は、山梨県大月市と甲州市の境にある山。標高は1,990メートル。

## 概要
大菩薩嶺の南にある小金沢山の更に南に位置する小金沢連嶺の山である。
山頂は、北側の小金沢山と共に富士山の眺望に優れる秀麗富嶽十二景の一つとして選ばれている。
また、日本で最も名前の長い山である。

## 山名
前述の通り、山名は日本で最も長いとされている。山の麓の地名である「塩山牛奥」からと、雁がお腹を擦りそうなほど高い山であることから「雁ヶ腹摺山」という名前が付いたと言われている。

## 登山
すずらん昆虫館 - 山頂（2時間30分）
日川沿いにある、すずらん昆虫館から。途中で一度林道に出るところがある。また、「パノラマ岩」があり、甲府盆地や南アルプスが望める。
石丸峠入口 - 石丸峠 - 小金沢山 - 山頂（3時間）
上日川峠へ続く車道の途中にある、石丸峠登山口から、小金沢山経由で行くルート。高低差は激しいわけではなく、またスズタケ（笹）が広がっており、富士山などの眺めが良好。
上日川峠 - 大菩薩峠 - 熊沢山 - 石丸峠 - 小金沢山 - 山頂（3時間50分）
上日川峠から林道を歩いて、大菩薩峠経由で行くルート。大菩薩峠～石丸峠間の、熊沢山の勾配がきつい。
黒岳 - 山頂（黒岳から1時間10分）
南の黒岳からのルート。ところどころ草原があり、眺めが良好。

## 近隣の山
- 大菩薩嶺
- 小金沢山
- 黒岳